# ایلوو (براندنبورگ)
ایلوو (به آلمانی: Ihlow) یک شهر در آلمان است که در تلتو-فلمینگ واقع شده‌است. ایلوو ۷۳۰ نفر جمعیت دارد.